# プリンス (ミュージシャン)
プリンス・ロジャーズ・ネルソン（Prince Rogers Nelson、1958年6月7日 - 2016年4月21日）は、アメリカのミュージシャン、マルチ・インストゥルメンタリスト、シンガーソングライター、作曲家、音楽プロデューサー、俳優、映画監督。
ファンク、ブルース、ゴスペル、ハード・ロック、サイケデリック・ロック、ダンス・ミュージック、ソウル、ジャズ、ポップ、ロックなどの音楽性を持ち、ミネアポリス・サウンドの中心的存在だった。

## 人物
これまでに12作品のプラチナアルバムと30曲のトップ40シングルを生み出し、アルバム・シングルの総売り上げは1億5000万枚以上になる。後進のミュージシャンに影響を与えた存在として知られた。
プリンスは多作で知られており、生涯で39枚のアルバムをリリースし、未発表のプロジェクトも数多くあった。 彼の死後、スタジオにある金庫室(ボールト)から、他のさまざまなメディアとともに、完全に制作された数十のアルバムと、これまでにリリースされたことのない50を超えるミュージックビデオが残されているのが見つかった。自分名義と複数のペンネームで数百曲をリリースしており、書いた曲の総数の見積もりは1,000をはるかに超える。
代表曲として、「パープル・レイン」「戦慄の貴公子」「KISS」「サイン・オブ・ザ・タイムズ」「バットダンス」「セクシーMF」「アイ・ヘイト・ユー」「1999」「リトル・レッド・コルヴェット」「ビートに抱かれて」「レッツ・ゴー・クレイジー」「ラズベリー・ベレー」「ウォナ・ビー・ユア・ラヴァー」「ソフト・アンド・ウェット」などがある。
妹は歌手のタイカ・ネルソン。

## 概要
プリンスは1978年のデビュー以来、アフロアメリカンの音楽と白人の音楽を融合した音楽スタイルで、数多くのヒットを放ってきた。ジョニ・ミッチェルはプリンスについて「彼は芸術家として駆り立てられて音楽をやってるの。形式やヒットじゃなくて創造が動機になってるのよ」と語っている。ジョニは、プリンスが若き日に送ってきたファンレターに「Uや4があった」ことで彼を覚えていたという。プリンスがもっとも影響を受けてきたミュージシャンは、ジェームス・ブラウンやスライ・ストーン、ジョージ・クリントンとPファンクなどである。生前より何十枚でもアルバムを発表できるだけの楽曲のストックがあるといわれ、また、どれほど優れた曲であろうとも「アルバムの流れから外れた曲は収録しない」という主義から、多くの海賊版発売の被害にもあっていた。
デビュー以来、作詞・作曲・歌唱・演奏・プロデュースの全てを自ら行うスタイルを貫き、「27種類以上の楽器を演奏」できる。さらにジェームズ・ブラウンのパフォーマンスを引き継いだステップやスプリット（股割り）、マイクスタンドを用いた様々な技などのダンスパフォーマンスも披露していたが、後に楽器による生演奏と歌唱を中心とした「リアルミュージック・バイ・リアルミュージシャンズ」を掲げたライブになっていた。
曲のタイトル・歌詞の特徴として、to 「2」、for 「4」、you 「U」、are「R」など同音異字を用い、I は「eye」の表象文字で記載されている。イメージカラーは主に「紫」。これはアルバム『Purple Rain』発売前からのもの。キャリア初期からセクシャルなイメージが強く、「I Wanna Be Your Lover」のミュージックビデオにビキニパンツにレッグウォーマーという衣装で出たり、アルバム『Lovesexy』のジャケット問題（下記）、さらには臀部が全開のパンツでパフォーマンスしたりと、様々な逸話がある。アルバム『Purple Rain』は、収録曲「Darling Nikki」の露骨に卑猥な歌詞により、ティッパー・ゴアによる「問題のある内容のレコード」に貼るウォーニング・ステッカーの第一号となった。
改宗を機に「古くからのファンも家庭を持つ年齢になったから」とセクシャル路線をやめることを宣言した（後はマドンナに任せるとも言っていた）。ワーナーとの契約解消以降はアルバムの販売なども特別な手法を取った。その才能への敬意と Prince という名に因み、日本のファンは彼を「殿下」と呼んできた。
ローリング・ストーン誌の2007年11月号の企画で、「ローリング・ストーンの選ぶ歴史上最も過小評価されている25人のギタリスト」において第1位、「ローリング・ストーンの選ぶ歴史上最も偉大な100人のシンガー」において第30位、「ローリング・ストーンの選ぶ歴史上最も偉大な100組のアーティスト」において第27位、2011年に「ローリング・ストーンの選ぶ歴史上最も偉大な100人のギタリスト」において第33位、「Q誌の選ぶ歴史上最も偉大な100人のシンガー」において第61位にそれぞれ選ばれている。

## 経歴

### 生い立ちからデビューまで (1958 - 1977)
プリンス・ロジャーズ・ネルソンは、1958年6月7日午後6時17分、ミネソタ州ミネアポリスのマウント・シナイ病院で生まれた。ジャズミュージシャンを両親に持ち、音楽とともに育った。その少年期はさまざまな逸話に包まれている。その幾つかはプリンス本人によって話題作りのために広められた。
その最たるものが「プリンスの父親は黒人で母親が白人である」ということである。これは自伝映画『プリンス／パープル・レイン』でも使われた設定であるが実際は両親ともに黒人であり、本人によると「父方にはイタリア系の血が、母方にはネイティブ・アメリカンの血が入っている」とのこと。
ジャズ・ピアニストだった父親のジョン・L・ネルソン (1916 - 2001) は1960年代後半までプリンス・ロジャーの芸名でプリンス・ロジャー・トリオというバンドを組んでいたことから息子にその名を付けた。母親のマティ（1933〜2002）は17歳年下のジャズ歌手だった。プリンスが生まれたとき、ジョンには前妻との間に4人の子があり、プリンス誕生と同時期にも前妻との間に男児デュアンが生れ、その後マティとの間に女児ティカ（プリンスの実妹）をもうけた。幼少期のプリンスにはてんかんの持病があり、しばしば発作に見舞われた。
両親はプリンスが子供の頃の1966年に離婚し、父親が家を出て行った。母親は再婚し、継父は10歳のプリンスをジェームス・ブラウンのコンサートに連れて行ってステージに上げたという。後のプリンスの音楽への影響を作ったことはあったが、プリンスは継父との折り合いが上手くいかず、家出を繰り返すことになる。実父ジョン・L・ネルソンはプリンスに大きな影響を与えており、楽曲のいくつかにはその名前がクレジットされている。
ジュニアハイスクール時代に、友人や従兄弟らと共にバンドを結成したプリンスは長じるにつれ頭角を現す。この時期に参加していた「94EAST」というバンドの音源は後年に発掘されることになる。シンセサイザーを主体としたファンクミュージック、いわゆるミネアポリス・サウンドと呼ばれるムーブメントの中心的存在として注目を受けるようになる。
メジャーレーベルは、こぞってこの才能に溢れた少年との契約を望んだ。1977年に数社の入札の結果、ワーナー・ブラザースと契約。19歳の少年としては異例の高額な契約金とセルフ・プロデュースの権利を同時に獲得する。

### 活動初期 (1978 - 1980)
1978年4月、プリンスはたった一人でデビューアルバム 『For You』 を作り上げ、そのメジャーキャリアをスタートさせる。ビルボードチャートは163位に終わるものの、シングルカットされた「Soft and Wet」はR&Bチャートを賑わせた。
1979年、バックバンドを集めるものの、やはりアルバム作成はほぼひとりでやってのけ、セカンドアルバム『Prince（邦題：愛のペガサス）』を発表。キャッチーな曲として「Why You Wanna Treat Me So Bad」、「I Wanna Be Your Lover」がR&Bチャートでヒットとなった。「I Wanna Be Your Lover」は全米シングルチャートでも最高位11位にランクされる大ヒットとなり、一躍その名を世間に知らしめることとなる。日本で発売されたアルバムはこれが最初のものとなる。
1980年には『Dirty Mind』を発表。本来発表するつもりのないデモテープであったが、マネージャーの勧めで発表することになった。「Head」と「Sister」の詞が性的に露骨過ぎるという理由で放送禁止曲になることで話題を集めた。しかし、そのためにセールス的には前作を下回ってしまった。

### 全盛期 (1981 - 1989)
1981年に『Controversy（邦題：戦慄の貴公子）』を発表。同名シングルがソウル・チャートにランクインし、ビデオが放映されるなど、知名度が大きく上昇した。この時期に、ローリング・ストーンズの前座としてツアーに帯同していたが、公演によっては、ビール瓶やキャベツ等を投げつけられるなどストーンズ目当ての客からのブーイングを受けた。当時、ストーンズの楽屋を訪れたデヴィッド・ボウイが、トイレで泣いているプリンスの姿を見掛けたため、以後の自身のツアーでは前座ミュージシャンをつけることをやめたというエピソードが残っている。当時、オープニングアクトに起用したミック・ジャガーは、「お前達はプリンスがどれだけ凄いか分からないだろう」と言ったと言われている。
1982年頃から、プリンスはバックバンドをザ・レヴォリューションと名付けた。それに伴い、アーティスト表記もプリンス単独名義からプリンス・アンド・ザ・レヴォリューションに変わった。レヴォリューションは、メンバーを若干変動させつつ1986年まで存続する。それから1990年までは、特にバックバンドに呼称を与えない時期が続く。
2枚組アルバム『1999』（1982）をリリースしたプリンスは、ついにブレイクを迎える。全米で400万枚を売り上げたこのアルバムからは「Little Red Corvette」（6位）、「1999」（12位）、「Delirious」（8位）がシングルカットされ、全米チャートで初のトップ10入りを遂げた。同時に MTV ではじめてミュージックビデオが放映された黒人アーティストとして、マイケル・ジャクソンと共に名を連ねる。本作のCDは1枚で発売されたため、収録時間の都合上、1980年代から1990年代にかけて発売されていたCDからは「D.M.S.R.」が削られている。

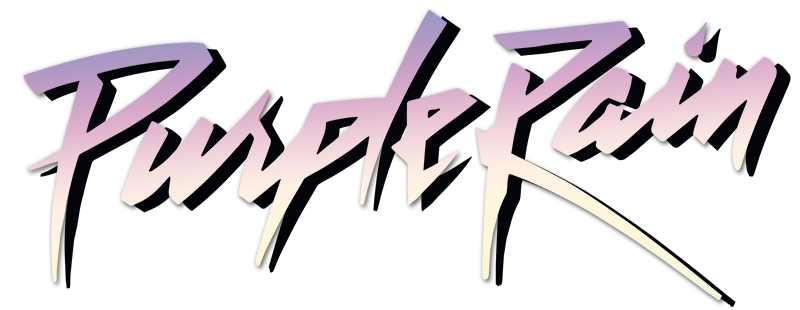
パープル・レインのロゴ

1984年、自伝的映画『プリンス/パープル・レイン』で映画初主演、そのサウンドトラックとして『Purple Rain』が発表され大ヒットとなった。発表初週に100万枚を売り上げたこのアルバムは、ビルボードチャートのトップに実に24週間も居座りつづけた。シングルカットされた「When Doves Cry」、「Let's Go Crazy」の2曲がシングルチャートで1位となり、プリンスは全米でのボックスオフィス、アルバムチャート、シングルチャートですべて1位を獲得するという成果を達成した。本作からほかに「Purple Rain」（2位）、「I Would Die 4 U」（8位）、「Take Me With U」（25位）がシングルカットされている。「When Doves Cry」は年間シングルチャートでも1位を獲得している。
プリンスの自伝映画として製作されたこの映画は、6800万ドルの興行収入を得て週間ボックスオフィスで1位、年間で11位という堂々たる成績を収めている。同年の第57回アカデミー賞で歌曲・編曲賞を受賞している。オスカー像は、後にプリンスが設立したペイズリー・パーク・スタジオの一角に大事に飾られているという。
全米で1300万枚、全世界で2500万枚を売り上げた「パープル・レイン」の収益でプリンスは独自レーベルであるペイズリー・パーク・レコードを設立する。1985年にこのレーベルから「Around the World in a Day」を発表。前作とはがらりと作風を変えてきたこのアルバムも、全米チャートで1位を獲得する。

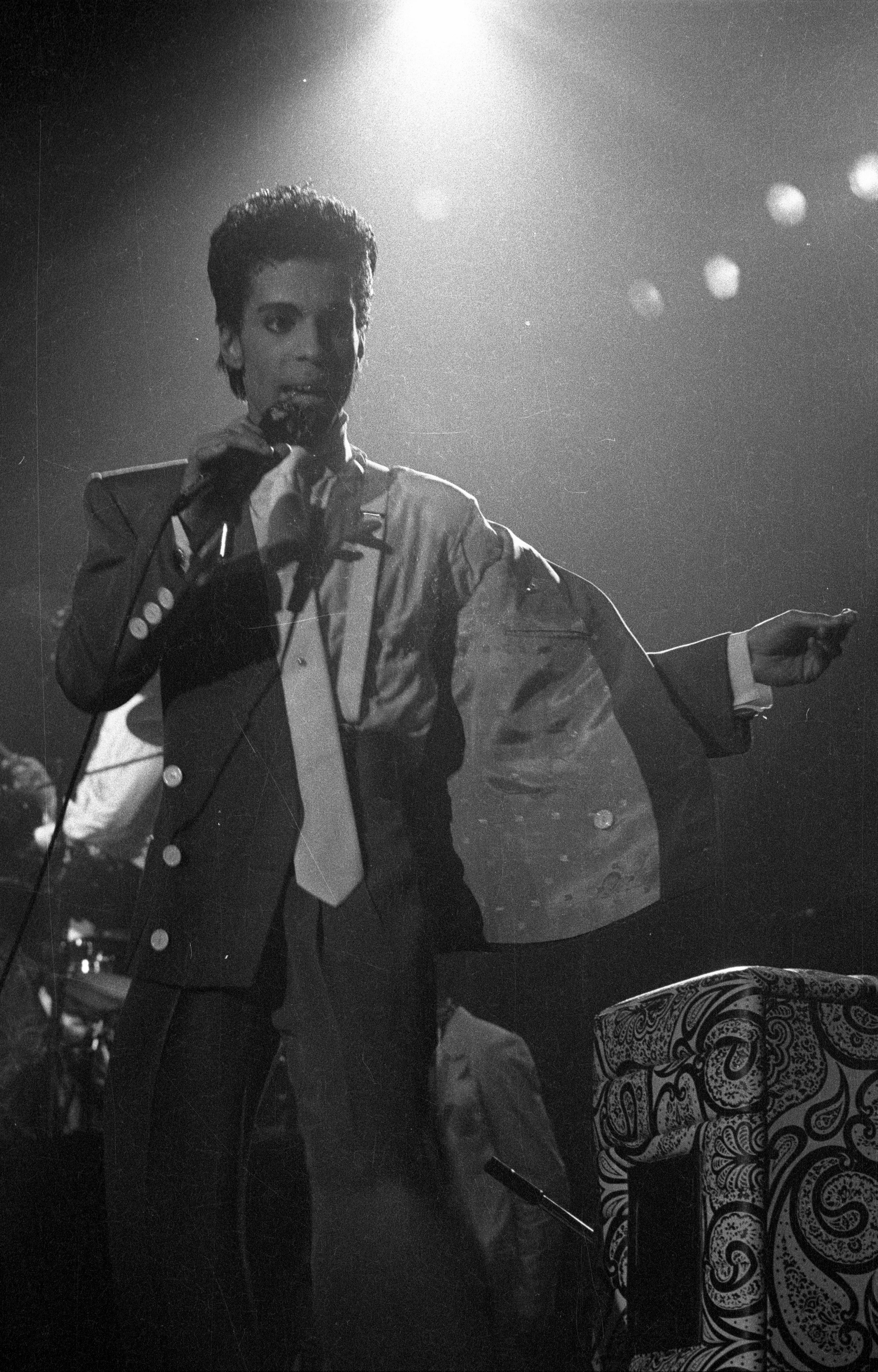
ベルギー・ブリュッセル公演 (1986年)

1986年に、監督を務めた映画『プリンス/アンダー・ザ・チェリー・ムーン』のサウンドトラックとして『Parade』を発表。映画自体は興業的に失敗するものの、アルバムは全米アルバムチャートで3位となり、シングルカットされた「KISS」は全米シングルチャートで1位を獲得する。この年、Parade tour で初の来日公演を果たしている。バックバンドザ・レヴォリューションは、このツアーの横浜スタジアムでの千秋楽を最後に解散する。
この『プリンス/アンダー・ザ・チェリー・ムーン』は、1987年のゴールデンラズベリー賞（ラジー賞）で最低作品賞、最低監督賞、最低主演男優賞、最低助演男優賞（ジェローム・ベントン）、最低主題歌賞を受賞した。
1987年に、2枚組のアルバム『Sign "☮︎" The Times』を発表する。タイトル曲「サイン・オブ・ザ・タイムズ」は、プリンスがブルースから強い影響を受けていることを示していた。ツアーの撮影したものをベースに作成された、同名の映像作品も同時発売されている。
同年、『The Black Album』がレコーディングされるが発売直前になって発売が中止された。この音源は海賊版として流出し、世界最高の売上であろうと思われる500万枚以上が販売された。同アルバムは、最終的に1994年にワーナー・ブラザースから発売されている。
1988年に「The Black Album」のアンサーアルバムとなる『Lovesexy』をわずか4か月の制作期間を経て発表するが、そのジャケットが物議をかもし、CDでの曲間ジャンプが出来ないようにアルバム全体が1曲扱いになっているという仕様（ただし、発売国によっては異なる）のアルバムはセールス的には全米11位、売上50万枚と低迷した。同様に全米ツアーも低迷したが、その低迷分をヨーロッパと日本へのツアーで補うことができたという。
1989年、映画『バットマン』のサウンドトラックを担当する。サウンドトラックとされているものの、その実は映画にインスピレーションを得たオリジナルアルバムとなっている（ダニー・エルフマンによる映画オリジナルスコア楽曲集は別途発売）。サントラは初回限定で缶入りCDも発売され、アルバムおよびシングルカットされた「Batdance」はチャート1位を獲得した。「Batdance」は『とんねるずのみなさんのおかげです』内でパロディPVを作成したことや『タモリ倶楽部』の「空耳アワー」で「Don't stop dancin'」の部分が「農協牛乳」と聞こえる空耳が紹介されたこともあり、日本で知名度の高いプリンスの曲のひとつとなっている。
この時、日本のミュージシャン小比類巻かほるへの楽曲プロデュースも話題になった。80年代末から90年代半ばまで『Glam Slam Yokohama』というディスコを横浜で経営しており、ツアーで来日した際にシークレットギグを開催したこともある。
3月には当時、恋仲が噂されていたマドンナのアルバム『ライク・ア・プレイヤー』が発売。『ラヴ・ソング』をマドンナと共作＆デュエットした。

### ワーナーと確執、改名 (1990 - 1999)
1990年、『Purple Rain』の続編となる映画『Graffiti Bridge』を制作するが興業的には振るわなかった。同名のサウンドトラックではザ・タイム、ジョージ・クリントン、テヴィン・キャンベル、メイヴィス・ステイプルズをフィーチャーしているが、チャート6位、売上50万枚と再び低迷する。
1991年には、前年のツアーバンドをザ・ニュー・パワー・ジェネレーション（略称NPG。NPGは現在も存続するが、結成時のメンバーは残っておらず、特定の音楽コンセプトの表象というよりは、バックバンドの代名詞となっている。）と命名し、プリンス・アンド・ザ・ニュー・パワー・ジェネレーションとして『Diamonds and Pearls』を発表。全米チャートで3位、売上200万枚。シングルカットされた「Cream」が1位、「Diamonds and Pearls」が3位を獲得している。
1992年には、独自にデザインしたシンボルマークをタイトルにしたアルバムをリリースする。発音不明のため、本国アメリカでは"Symbol"と呼ばれ、日本では『ラブ・シンボル』と邦題がつけられた。全米5位、100万枚のセールスを記録した。
1993年、ワーナー・ブラザースと再契約を交わす。アルバム6枚分の長期契約であった。その契約金は、当時の音楽史上最高額となった1億ドル。さらにワーナー・ブラザースの副社長の座につき、アルバム発表ごとに、200万ドルの報酬金を受取るという破格の条件であった。しかしプリンスにとっては、今まで以上に作品に規制が掛かり、自分が望むような自由な活動が出来ない事に不満が溜まり、お互いの信頼関係が崩れ始める。同年、独自レーベルのペイズリー・パーク・レコードがプリンス以外のアーティストのセールス低迷などを理由に閉鎖、それと同時にインディーズレーベルとしてNPGレコードを設立した。その後、ワーナー・ブラザースとの契約消化の為、ハイペースでアルバムを発表し続ける事になる。

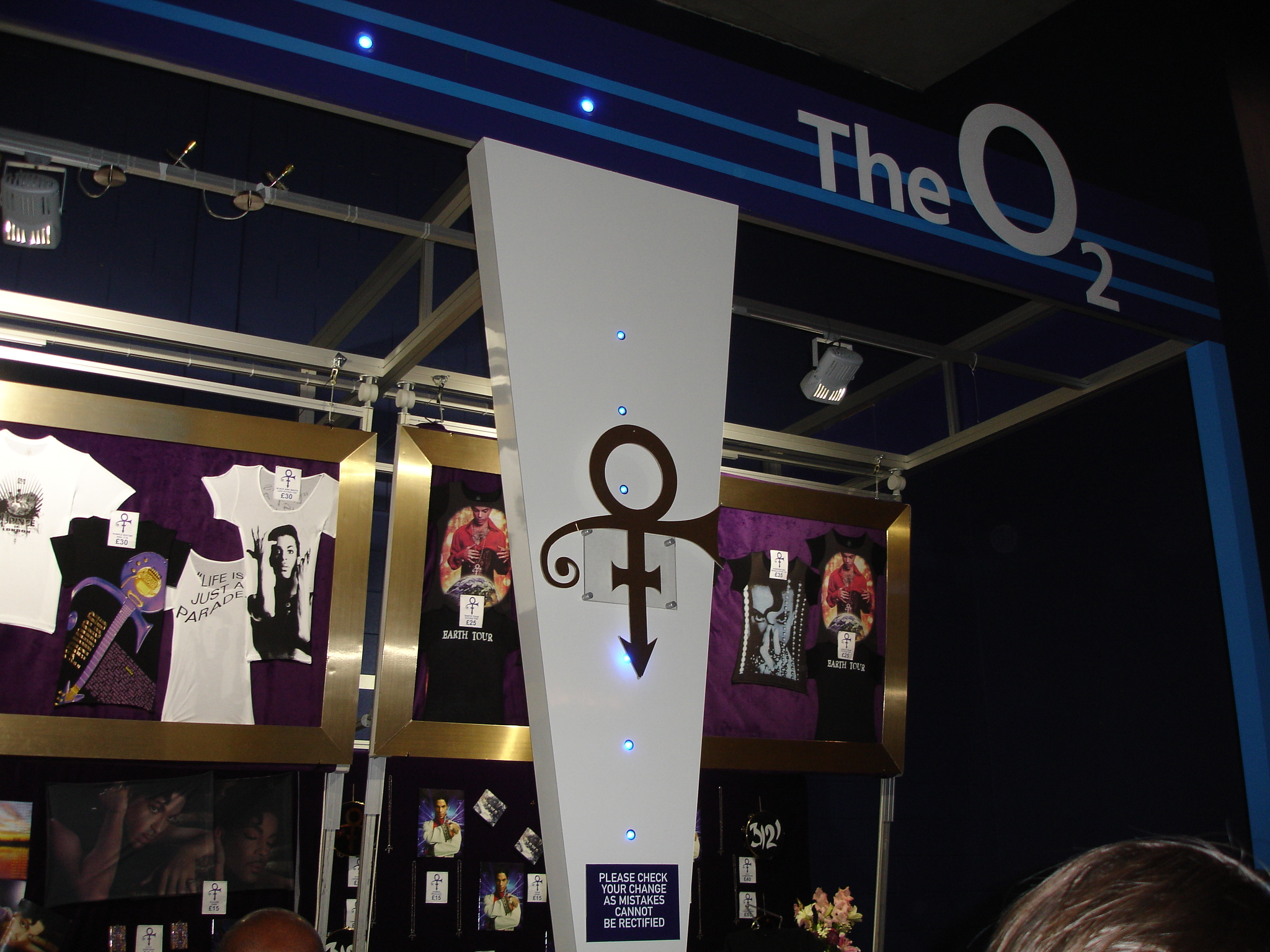
プリンス名義を示すシンボル(中央)

プリンスはその名前を捨てることとなった。1994年発売の『Come』において「プリンスの死」を宣言し（この際のアーティスト表記は正確にはPrince 1958 - 1993である）、1992年のアルバムのタイトルであるシンボルを自らの名とした。このシンボルは、男性（♂）と女性（♀）を融合させ、さらに音楽を象徴すると推測されているラッパを思わせる記号をくみあわせたもので、錬金術の記号にルーツを持つという。しかしプリンスはこのシンボルに対しての読み方を特に決めなかったため、彼の名前を音声で伝えることが不可能になった。結局ラジオDJなどはシンボルマークを指して、「元プリンス」（the Artist Formerly Known As Prince＝かつてプリンスと呼ばれたアーティスト）と呼んだ。さらに略して単に「ジ・アーティスト」(The Artist) とも呼ばれ、プリンスもジ・アーティストと呼ぶのが通例だった。
この時期から2000年代にかけて、プリンスは多くのライヴをこなしている。ライヴ会場は大きなアリーナだけではなく、小さなクラブで深夜にごく少数の観客を集めて行われている。ときおりペイズリー・パーク・スタジオでも行われたそれは、一般にアフターショウと呼ばれる、入場者が5人から2500人というような小規模なライヴは、1980年代中盤から積極的に行われており、コンセプト上メインのツアーではやらないようなカバーや、気ままなジャムセッション、リサーチもかねた新曲が披露され、公式に一部ビデオ化もされている。
1995年に『The Gold Experience」をリリースするが、ワーナー・ブラザースとの関係は悪化の一途をたどる。（このアルバムに収録された「Endorphinmachine」は格闘技大会 K-1 WORLD GP シリーズのオープニング・テーマに使用され、日本でプリンスを知らない層にも幅広く有名になった。）
1996年の『Chaos And Disorder』のジャケットは、踏みつけられたアルバム「1999」のレコード盤（瞳のイラスト）に涙が書かれ、その涙がワーナー・ブラザースのマークであるという意味深なデザインだった。ワーナー・ブラザース時代のオリジナルアルバムはこれが最後となった。
同年、内向的かつ攻撃的であった前作のイメージとはうって変わって、大手レコード会社の契約から解放されたイメージの『Emancipation』を（EMIと1枚のみの配給合意）リリース。東京でワールドプレミアを開催した。ワーナーから解放されたことを記念し、この時期には積極的にTVに出演し、プロモーションを行った。人気TV番組「マペット放送局」にも出演して話題となる。マペット放送局はNHKで放送された。
1999年、ワーナー・ブラザースから、最後の契約枚数消化の為に未発表曲集『The Vault〜 Old Friends 4 Sale』が発表された。同じ年にアリスタと配給合意しアルバム『Rave Un2 The Joy Fantastic』を発表。プロデューサーとしてプリンスの名前がクレジットされた。

### シンボルから再びプリンス復活 (2000 - 2009)
2000年、ワーナー・ブラザース傘下の出版会社ワーナー・チャペルが管理する出版権が切れるのを機に、自分の名前を正式にプリンスに戻すと発表した。
2001年、プリンス名義としては9年ぶりのオリジナルアルバム『The Rainbow Children』を発表。宗教的でスピリチャルな内容で、ターニングポイントの作品となった。
ワーナー・ブラザースを離れてからは主にオフィシャルサイト「NPG Music Club」を中心に活動していたが、第46回グラミー賞（2004年2月）のオープニング・アクトをビヨンセと共演。3月にはロックの殿堂入りを果たし、授賞式でのプレゼンターはアウトキャストとアリシア・キーズが務めた。4月にコロムビアと配給合意し、アルバム『Musicology』を発表。コンサートツアーが全米で年間最高の観客動員数と収益を記録し、第47回グラミー賞でも2部門を受賞。米音楽シーンの中心に返り咲いた。
2005年2月、プリンスは人種差別問題や社会問題などについての認知度を高めたという功績が認められ NAACP Vanguard Award を受賞する。ハリケーン・カトリーナの被害救済にいち早くチャリティー曲「S.S.T.」をネット配信した。12月にユニバーサルと配給合意し、ニューアルバム「3121」からの先行シングル「Te Amo Corazon」をネット配信。
2006年3月にアルバム『3121』を発表、ビルボード総合アルバム・チャートで初登場1位を獲得した（通算4枚目の全米No.1アルバム、初登場1位は今回が初めて）。プリンス自身がプロデュースした「3121」という香水も発売したがプロモーションを全く行わず、香水会社との裁判になってしまった。5月にはアメリカンアイドル (シーズン5)ファイナルにゲストパフォーマーとして登場した。
同年11月、ワーナー・ブラザース配給映画『ハッピー フィート』に、新曲Song of the Heartを提供する。ラスベガスのリオを貸切り、3121クラブをオープン。翌年4月まで毎週末にそこでライヴを行った。

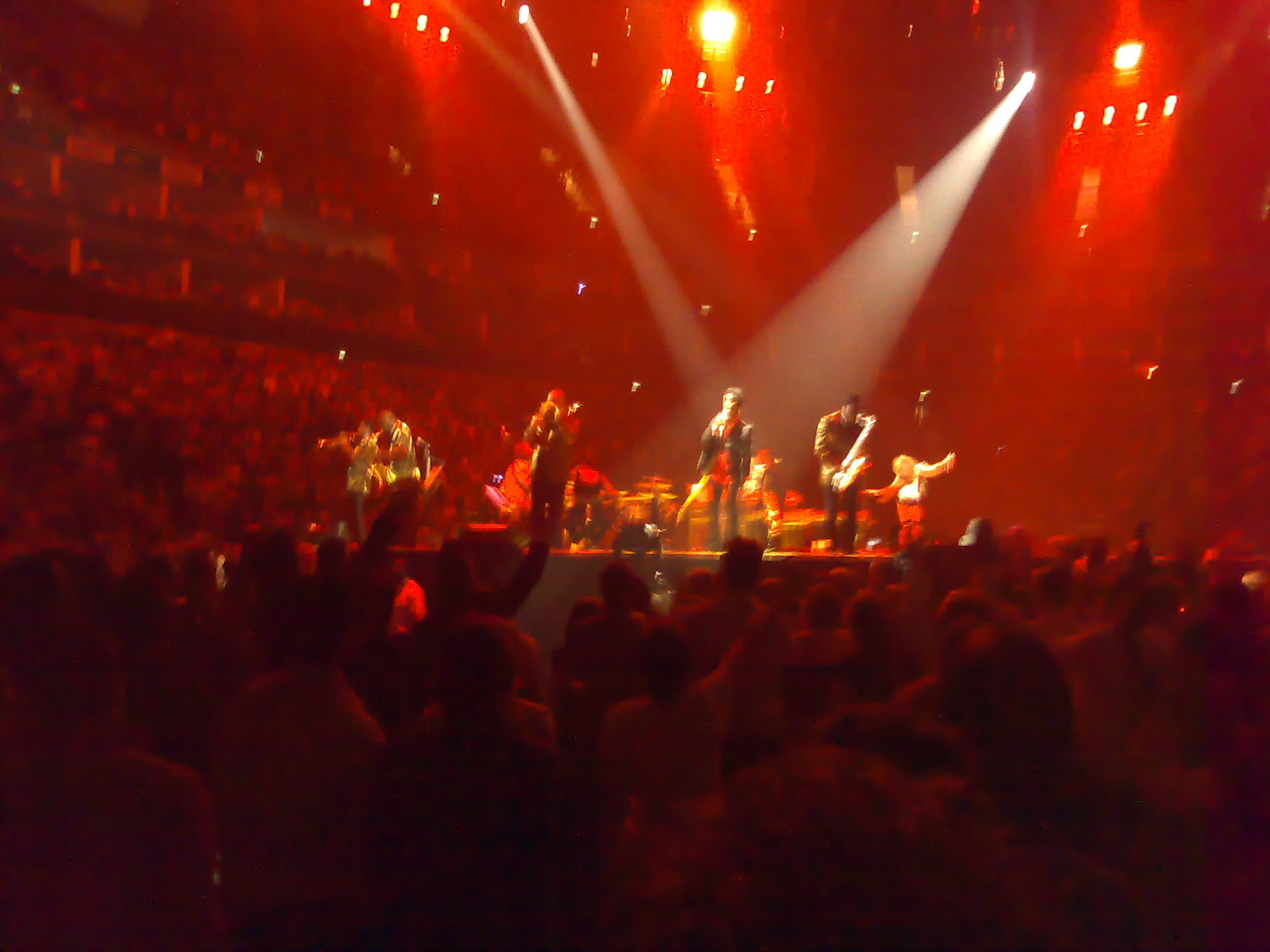
ロンドン・O2アリーナ公演 (2007年8月)

2007年1月、『Song of the Heart』がゴールデン・グローブ賞で主題歌賞を受賞する。
2月4日に行われた第41回スーパーボウルのハーフタイムショーに出演し、雨の中パープル・レインを含むメドレーを披露した。視聴率は、アメリカのテレビ史上3番目の高さで約3億人が見たといわれている。このパフォーマンスは2014年にビルボードがネット上で発表した「最も優れたスーパー・ボウル ハーフタイムショー　ベスト10」で1位に輝いた。
3月、NAACPの授賞式において、最優秀黒人アーティスト（イメージアウォード）を受賞した。5月31日、アメリカの携帯電話ベライゾン・ワイヤレスに、新曲「Guitar」を無料ダウンロードのサービスを開始。
7月24日に発売のニューアルバム『Planet Earth』が、同15日発売のイギリスの新聞デイリー・メールの日曜版、「The Mail On Sunday」に付録として無料で配布され、業界に波紋を広げた。
8月1日より、ロンドンのO2アリーナで、21公演を開始。

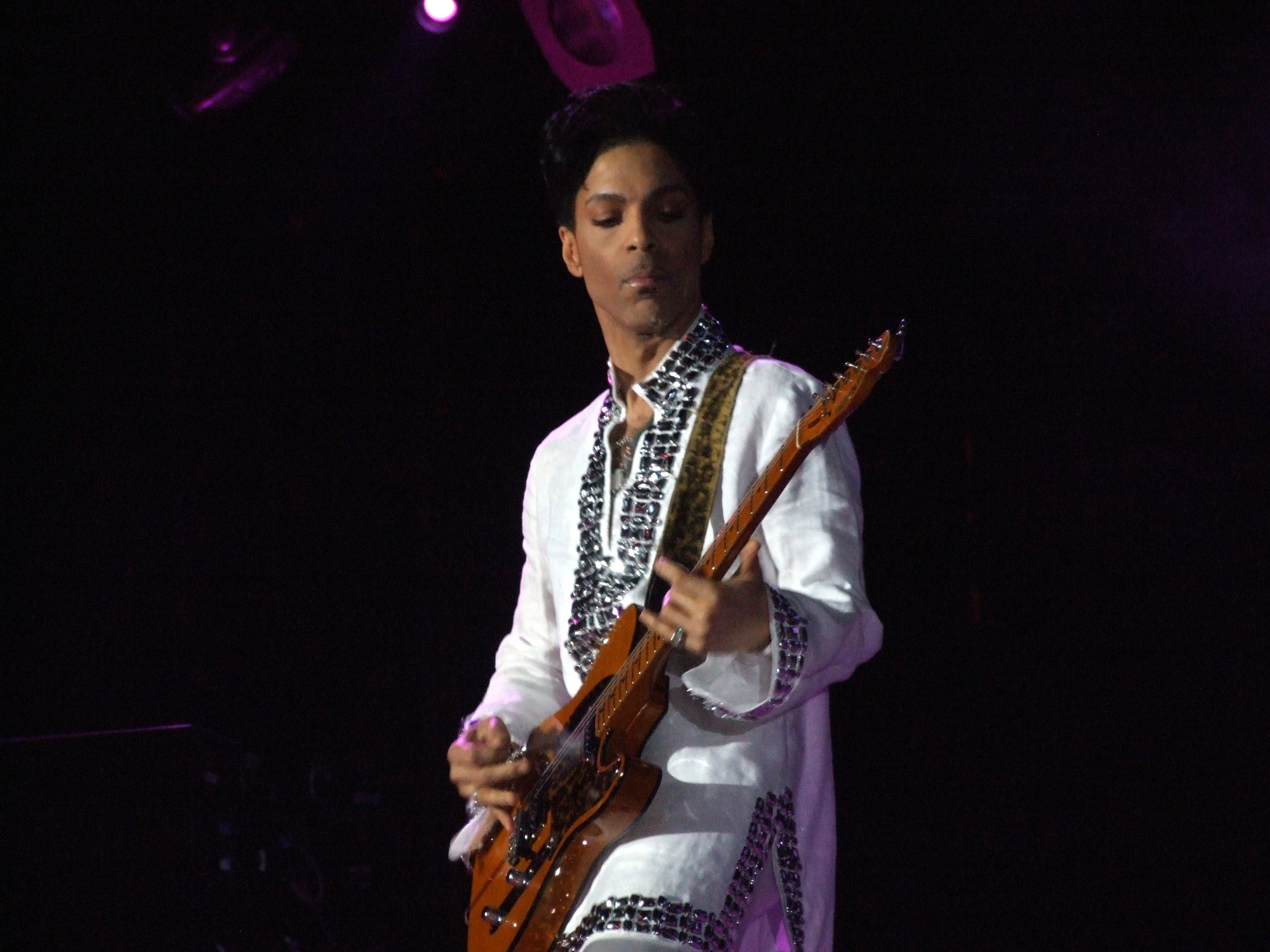
US.コーチェラ公演 (2008年4月)

9月14日、ファンサイトに対して著作権侵害を理由に、写真、似顔絵、歌詞、アルバムジャケットなどの掲載を一切やめるよう通告がおこなわれた。それに対し、複数の大手ファンサイト運営者たちは「Prince Fans United」を結成、11月5日に抗議文を発表する。プリンスはその回答として11月8日に「F.U.N.K.」をネット配信した。
2008年2月、第50回グラミー賞にて、最優秀R&B男性ボーカル賞を受賞する。
10月、2007年に行ったロンドンのO2アリーナ公演を記録したフォト・エッセイ本「21 Nights」（ライヴアルバム「Indigo Nights」が付属）をリリースした。
11月、香水「3121」の売れ行きが不振であったのはプリンスが契約を無視してプロモーションを全く行わなかったためであると香水会社に訴訟を起こされる。最終的に裁判はプリンス側の敗訴に終わり、2011年9月、約400万ドルの賠償金支払いがプリンスに命じられた。

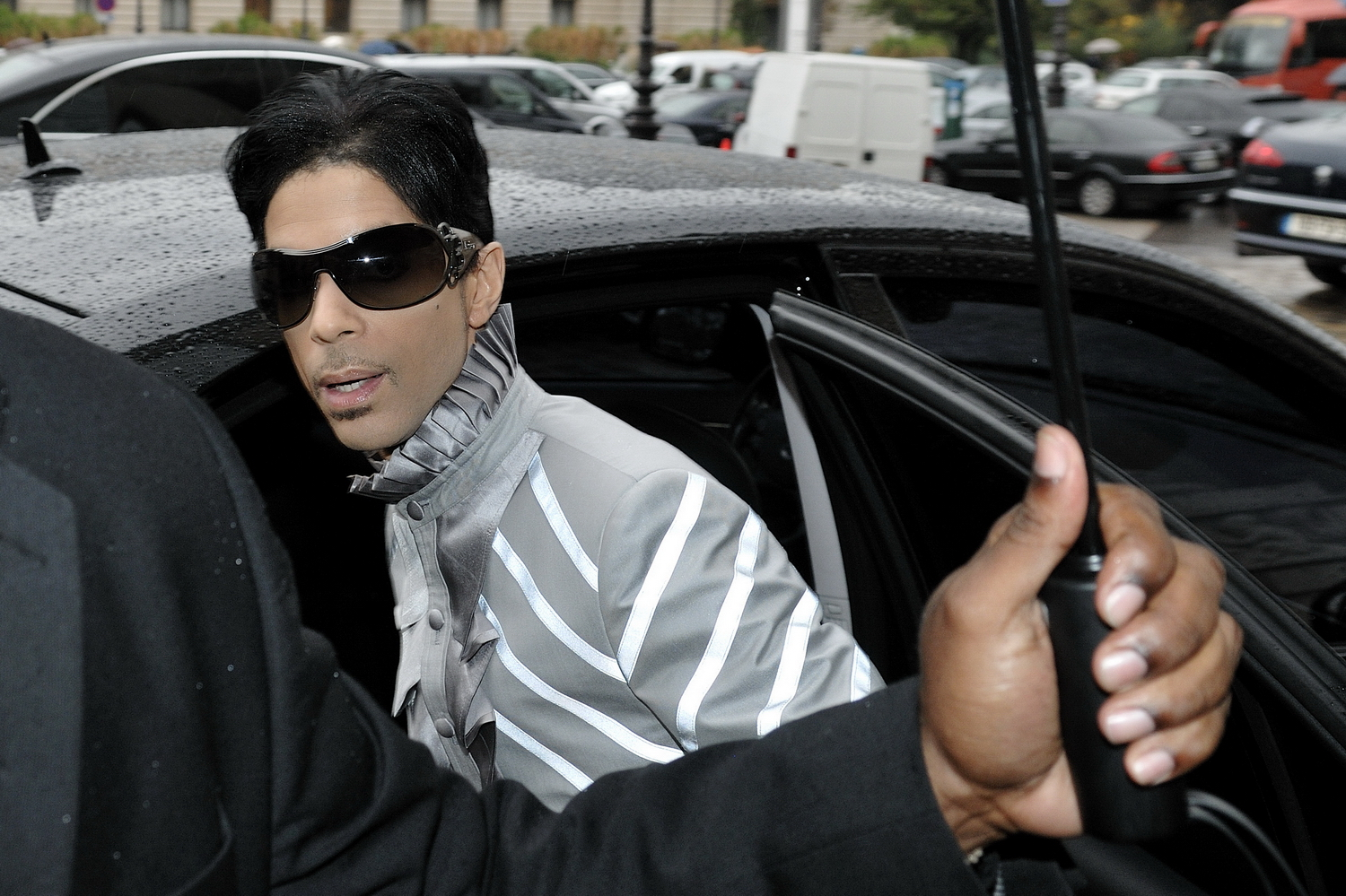
フランス・パリにて (2009年10月)

2009年3月2日、アメリカの大手小売りチェーンターゲットはプリンスがかねてより製作していた3枚組のアルバムを同月29日に発売すると発表、プリンスの『Lotusflow3r』『MPLSOUND』と題された2枚のアルバムと、プリンスが発掘した新人女性シンガーブリア・ヴァレンティのデビューアルバム『Elixir』と組み合わせた3枚組アルバムとなる今回のアルバムは、大手レコード会社を通さず小売店と直接独占販売契約を結ぶという従来の音楽業界では異例の販売形態となった。それに伴い、新オフィシャルサイト LOTUSFLOW3R を公開した。

### 晩年 (2010 - 2016)
2010年1月、プリンスの出身地であるミネソタ州が本拠地のミネソタ・バイキングスのトリビュートソングのレコーディングを行った。
6月7日、新曲Hot Summerを公開（この日は自身の誕生日でもある）。7月10日、イギリスとベルギーの新聞に新作である『20ten』を付録として配布。7月22日、ドイツの雑誌「Rolling Stone magazine」に『20ten』を付録として配布。
2012年11月、NPGのギタリストであるアンディ・アローのアルバムをプロデュース。
2013年1月、Twitterに於いて「3RDEYEGIRL」なるアカウントがプリンスの新曲・スタジオライブ映像をYouTubeにアップロードし始める。その後、YouTubeに投稿された動画は削除されたため同アカウントとプリンスの関係が取沙汰されたが、「3RDEYEGIRL」で正式にサイトを開設し、プリンスの新曲や動画のダウンロード販売、コンサートのチケット販売が開始された他、「3RDEYEGIRL」がプリンスがプロデュースする女性グループである事が発表された。
2014年2月2日、アメリカ・FOXチャンネルの番組『New Girl～ダサかわ女子と三銃士　シーズン3』の2月2日放送回にプリンスがカメオ出演し、主演のズーイー・デシャネルをフィーチャーした新曲「FALLINLOVE2NITE」を公開した。3月18日、新曲「FALLINLOVE2NITE」の配信リリースを午前0時より日本のiTunes Storeでスタート。
4月18日、古巣ワーナー・ブラザースと新たに契約を結んだ事が突然公式発表される。加えて新曲「ザ・ブレイクダウン」のデジタル配信もスタートされる。以下はプリンスの弁
『実は新しいスタジオ・アルバムも出す予定なんだ。僕とワーナー・ブラザースはお互いの交渉にすごく満足してて、このパートナー関係が充実したものになるのが楽しみだよ』
7月4日、「Essence Festival」のヘッドライナーを務めたプリンスが、同フェスに出演していたナイル・ロジャースのセットに飛び入りし、デヴィッド・ボウイの「レッツ・ダンス」をカバー。
9月30日、プリンス名義で『Art Official Age』を、3RDEYEGIRL名義で『PLECTRUMELECTRUM』を、前述のとおりNPGレコードからワーナー・ブラザースに独占的ライセンスされて同時リリースされた。これは、プリンスにとって4年ぶりのスタジオアルバムのリリースとなった。発売時には、自らそのセレブレーションとして、自身の所有するスタジオであるペイズリーパークからネットを介した世界同時中継を敢行した。この両作は、日本のオリコン週間チャートでも10位以内に入った。
2015年2月8日に行われた第57回グラミー賞にAlbum of The Year部門のプレゼンターとしてサプライズ登場。この時の、"Albums — remember those?（アルバムって覚えてる？）"と"Like books and black lives, albums still matter（本や黒人の命と同じように、アルバムもいつだって大事だ）"はアルバムの存在と、トレイボン・マーティン射殺事件などに対するスピーチとして話題となった。
9月7日にアルバム『HITnRUN Phase One』を、12月11日にその続編『HITnRUN Phase Two』を音楽ストリーミングサービスTIDALから先行リリース。

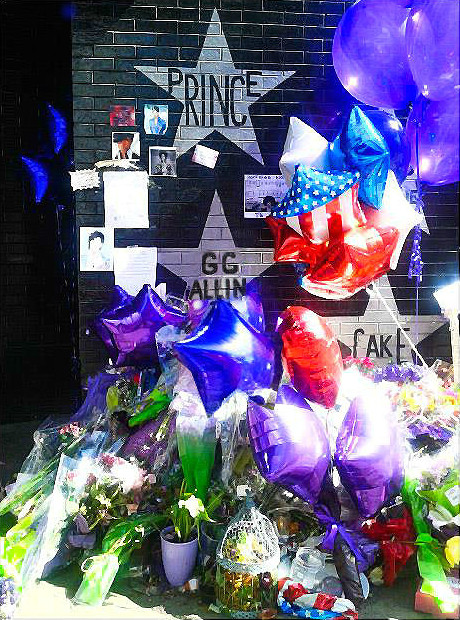
献花された地元ミネアポリス1番街 (2016年4月)

2016年4月15日、プリンスは移動中の自家用ジェット機内にてインフルエンザにより体調不良が悪化し、病院に緊急搬送された。だが、翌日16日には地元ミネアポリスのプリンスの所有する「ペイズリー・パーク・スタジオ」にて催行されているダンス・パーティでファンの前に姿を現した。ところが4月21日の早朝、「ペイズリー・パーク・スタジオで誰かが亡くなったようだ」と米ゴシップ・サイトのTMZが第一報で報じ、その後、「発見された遺体がプリンスのものである」とAP通信など複数のメディアが報じた。CNNはその時「ペイズリー・パーク・スタジオ内で何が起こったか警察が現在調べている」と報じており、発見時の状況について「スタジオ内のエレベーターの中で意識不明の状態」とされていたが、6月2日にミネソタ州の検視当局により死因は鎮痛剤のフェンタニルの過剰投与（オピオイド過剰摂取）による中毒死である報告書が公表された。ちなみに、当時米国大統領に就任していたドナルド・トランプは、フェンタニルやオキシコドンなどオピオイド系鎮痛剤の蔓延による経済損失やコカインなどの違法薬物乱用者を上回るオキシコドン乱用者数などを理由に公衆衛生上の非常事態宣言を行い、これを人類の悲劇であり国家の恥であると形容し法整備を行った。この法整備にはプリンスの死去や同じくオピオイド中毒であったタイガー・ウッズの逮捕が影響を与えた可能性が指摘されている。
同年6月、ミネソタ州知事のマーク・デイトンにより、6月7日を「プリンス・デー」とすることが発表される。

## 音楽性・他アーティストとの関係
プリンスはアフロアメリカンとして、音楽に革新をもたらし、ジェームス・ブラウン、ジョージ・クリントン、ジミ・ヘンドリックスやスライ・ストーンらと並び称された。プリンスは、スティーヴィー・ワンダーを憧れのアーティストの一人に挙げているが、エレキ・ギターに興味を持ったきっかけはアイク・ターナーであったという。ギタリストとしてはジミ・ヘンドリックスよりもジョニ・ミッチェルとカルロス・サンタナの影響が大きいとインタビューで発言している。両親はジャズ・ミュージシャンであったため、幼い頃からジャズを聴き育ち、幼少時にジェームズ・ブラウンのバックバンドまで完璧にコントロールしたコンサートを観て「自分も同じようにやりたい」と思ったという。その他、カーティス・メイフィールド、Pファンク、ハードロックからも影響を受けた。後進のアーティストではコクトー・ツインズを好んで聴いていたとインタビューで度々語っている。
ギター、ベース、ドラム、ピアノとあらゆる楽器を弾けるマルチプレイヤーとして有名だが、サックスやトランペットのような管楽器は習得する事ができなかった。これらの管楽器の代わりにシンセサイザーを使用したことがミネアポリスサウンドの成立に繋がった。
プリンスは数多くの変名を持っている。Jamie Starrとして、ザ・タイムのデビュー・アルバムをプロデュース（メンバーの名前だけがクレジットされているが、実際にはプロデューサーのプリンスが作詞作曲演奏のすべてを行っている。）したり、Christopherとしてバングルスに全米2位のヒット曲となる「マニック・マンデー」(ちなみにこの時の1位はプリンスの「KISS」）を提供した。他にもCamille（プリンスのアルバムに登場する）、Tora Tora（NPGでベーシストを担当した時に使用）等がある。
プロデューサーとして、ヴァニティ6（アポロニア6）やシーラ・E、ジル・ジョーンズ、ザ・ファミリー等を手掛け、その非凡さを証明する。特にザ・ファミリーに提供した曲「ナッシング・コンペアーズ・トゥー・ユー (Nothing Compares 2 U)」は、シネイド・オコナー（シニード・オコーナー）がカヴァーし、欧米でヒットした。

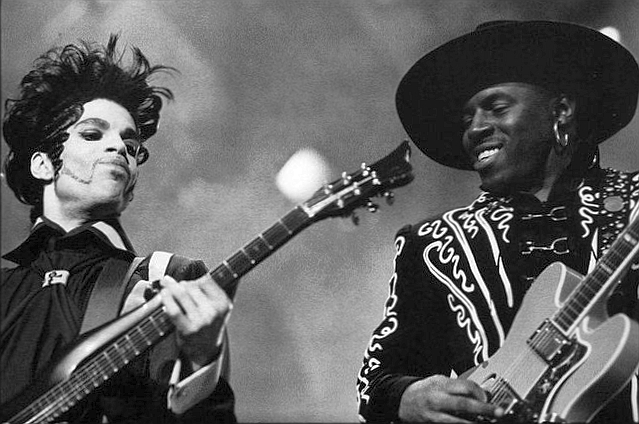
リーバイ・シーサーJr.と共演 (1993年)

シーナ・イーストンやキャンディ・ダルファー、カルメン・エレクトラなどの魅力ある女性ミュージシャンから、マイルス・デイヴィスやジョージ・クリントン、ラリー・グラハム、メイシオ・パーカーといったジャズやファンク・ミュージシャンと、多岐に亘ってセッションを行っている。マドンナやアーニー・ディフランコ、グウェン・ステファニー、チャックDともレコーディングを行っている。実現しなかったが、マイケル・ジャクソンも「BAD」を当初はプリンスとのデュエットとして作曲し、プリンスにレコーディングの依頼をし会食の段階まで行ったが、終始険悪なままプリンスは「この曲は君一人で歌ったほうが良いよ」と丁重に断ったとされる。マイケルは、2007年にも自身の復活ツアーへの出演をオファーした（が、プリンスがこれを断った）。チャリティープロジェクトUSAフォー・アフリカの「ウィー・アー・ザ・ワールド」にも参加予定だったが、レコーディング・スケジュールが合わず断念。代わりにアルバム楽曲提供を行った。
ケイト・ブッシュやチャカ・カーン、パティ・スミス、トム・ジョーンズ、アート・リンゼイ、スペース・カウボーイ、松田聖子、坂上忍など、プリンスをカヴァーするミュージシャンはジャンルを問わず数多い。ヨ・ラ・テンゴのジェイムズ・マクニューは自身のソロプロジェクトDumpで全曲プリンスのカバーのアルバムを制作（ジャケットもParadeのパロディ）したが、ジャケットと内容にプリンスサイドからクレームがつき販売中止・回収となった。
プリンスもライブに於いてはジャズのスタンダードナンバーからジョニ・ミッチェルやアレサ・フランクリン、さらにはレッド・ツェッペリンやジャクソン5、ザ・クラッシュ、レディオヘッドなど数多くのミュージシャンの曲をカバー演奏している。
プリンスの声域は、公式に発表された楽曲に基づくとE2からB6の約4オクターブ半ほどとされる。ちなみに、一番低いのが「Daddy Pop」で一番高いのが「God」である。
2014年にBusiness Insiderが発表した記事によると、彼をミュージシャンとしてブッキングするために必要な金額は150万ドルから、最大で200万ドルにのぼり、当時の音楽業界でも最も高い位置にいたとしている
日本のアーティストとの関わりとしては、1989年発売の小比類巻かほるのアルバム『TIME THE MOTION』で「MIND BELLS」「BLISS」をプロデュースしている。 岡村靖幸や及川光博、SUGIZO、西寺郷太、スガシカオ、向井秀徳、m.c.A・Tらが熱心なプリンスのフォロワーとして知られている。現代音楽家の武満徹もプリンスの才能を高く評価していた。

## 使用楽器

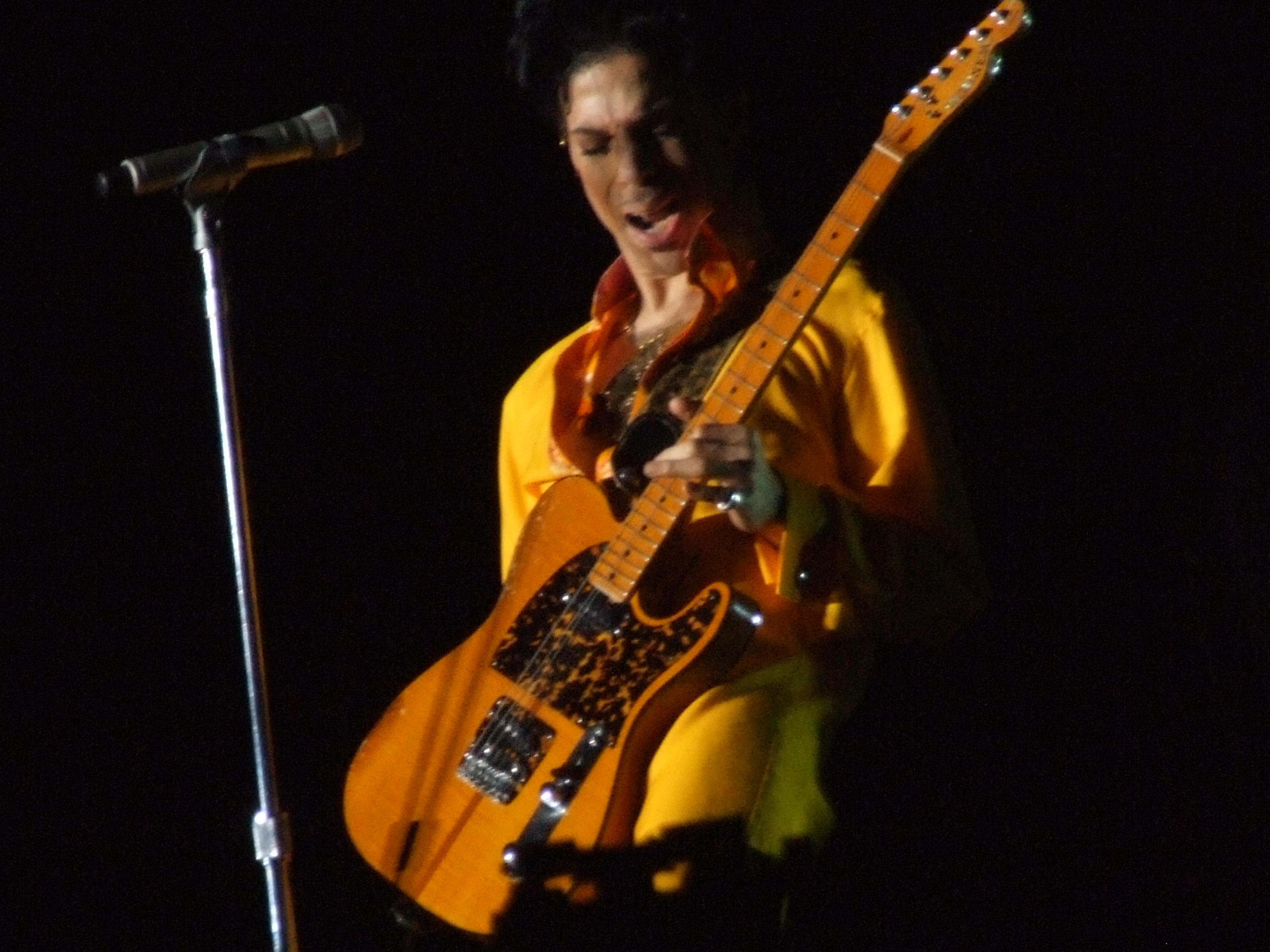
テレキャスターMad Cat プリンスモデル

おもにオリジナルデザインやベーシックデザインでは無いギターをメインに使う。市販モデルを使う場合も、独自に改造したものがほとんどだった。体格的な面から通常よりも小さいサイズのギターを使う。EMGとエンドース契約をしている。
マッドキャット (Mad Cat)
テレキャスタータイプのエレクトリックギターで、鼈甲柄のピックガードとウォールナットのセンターラインが特徴。シングルコイルが2つで、メインギターの中で唯一のシングルコイルのみのタイプ。ヘッドはノーマルのテレキャスター型で、ボディ裏の部分にワイヤレスシステムを組み込んであると思わしきカバーがついている。鼈甲の模様が豹柄に似ているため、ストラップも豹柄を使用。製造は日本製のH.S.Andersonだが、Hohnerがアメリカで代理店販売していた物のため、プリンスの物はヘッドのロゴがHohnerになっている。アルバム「ダーティ・マインド」の頃から使用し始め、映画『パープルレイン』では、プリンス演じる「The KID」のメインギターとして「Let's Go Crazy」等で使用していたり、プレライヴにおいて曲を演奏する際や他ミュージシャンとのセッションステージなどにおいても使用する機会が非常に多い。このギターでの演奏終了後、ストラップを肩からはずし、客席側に投げることが多い（多くの場合はステージ下でスタッフがキャッチする）。

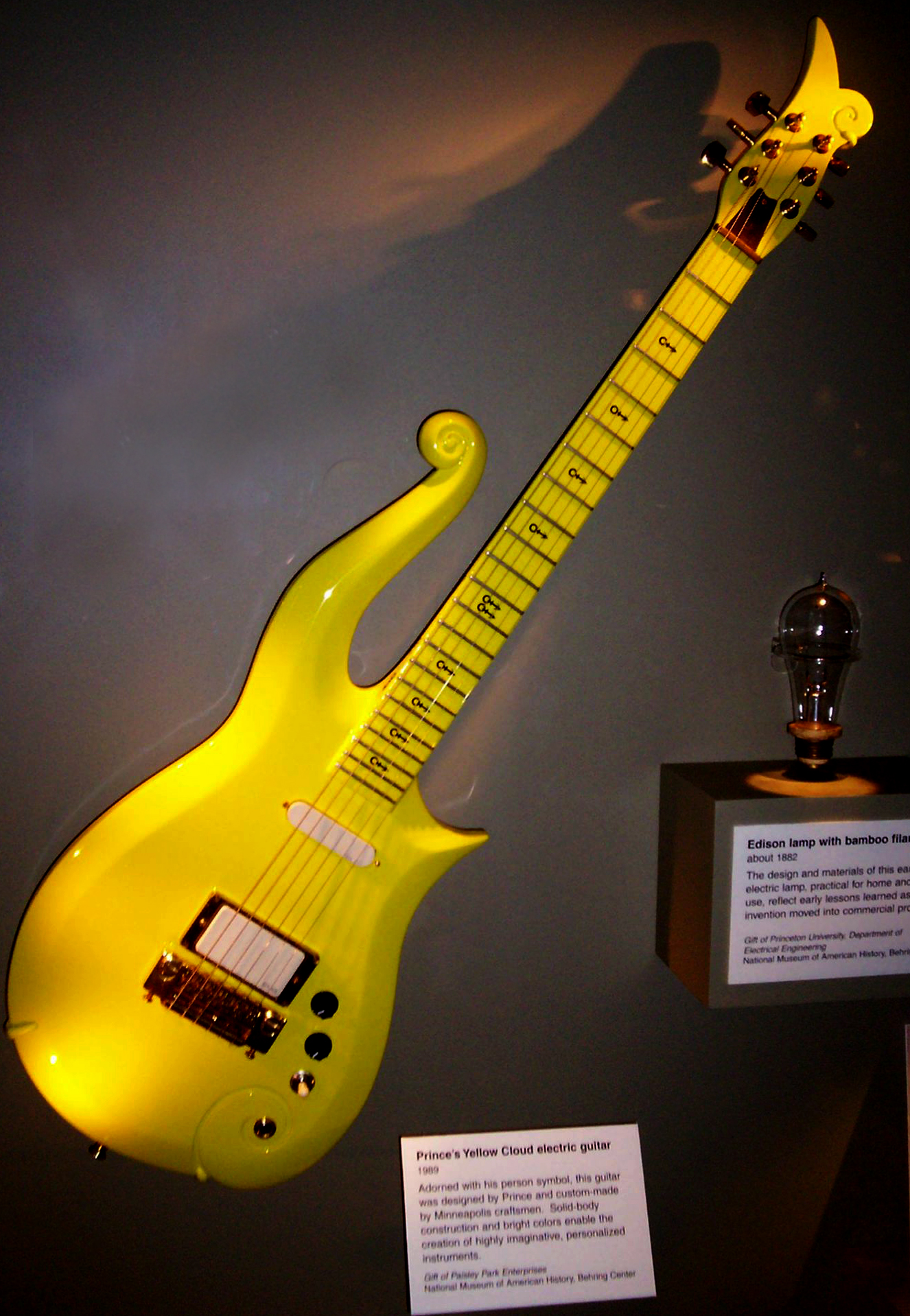
『Gett Off』のPVで使用されたイエロークラウドギター

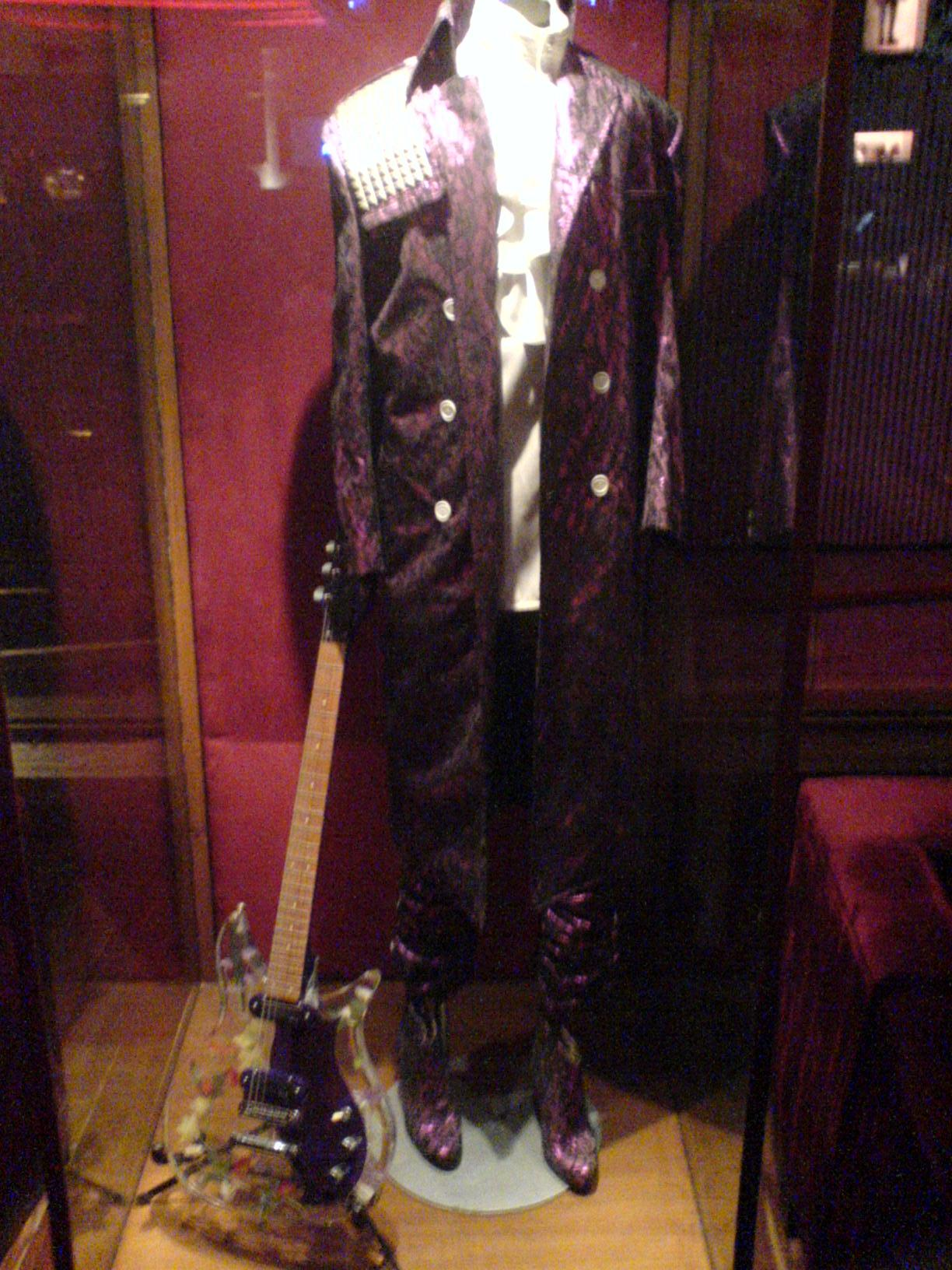
クリスタルギターと衣装

クラウドギター (Cloud Guitar)
変形ギター。名前からして雲の形を象った物と考えられる。ピックアップはネック側にシングルコイル、ブリッジ側にハムバッカーの配置。元々はミネアポリスのギタールシアーが製作したモデルで、非常に多くのカラーリング・模様の物が存在する。その中には、ポジション・マークが♂マークと♀マークを合わせたような物になっているものやローマ数字の物、あるいはストラップピンの位置が異なる物等、時代時代で数多くのパターンが使用されていた。映画『パープルレイン』で初登場。ストーリー上において重要なアイテムとして扱われており、初めて「Purple Rain」を演奏したのも、このギター。映画に登場したのは、ボディが白色でパーツが金色の物。
「Purple Rain」をプレイする際は、ほぼ必ずこのギターを使用していた。
ONAツアーにおいて、レッド・ツェッペリンの「Whole Lotta Love」などをプレイ後に白い布をかぶせるパフォーマンスを行い、引退。現在はシンボルギターに取って代わられた。LUNA SEAのSUGIZOが、一時期同じボディ・デザイン（一部異なる）の物を使用していた。同じ形のベースが存在する。
モデルC (Model C)
ヌードツアーやAlphabet Streetのビデオで使用された変形のギター。スタインバーガーなどで知られるいわゆるヘッドレス形のギターで、ボディの向かって右側から弓形のパーツがヘッド部分へと伸びる（これが偽のヘッドを形作る）独特な形状とネックのハイフレットの一部が斜めに切り取られたデザインにより、ボディとの間に開いた空洞などが特徴。ボディが白でパーツが金色。ピックアップはネック側にシングル、ブリッジ側にハムバッカーの2ピックアップ。登場後しばらくすると使われなくなったが、2010年になって再び使用しているのが確認された。同じ型のベースが存在する。
シンボルギター (The Symbol Guitar)
プリンスから改名してから使用。The Symbolを模った独特の変形ギターでピックガードの部分がシンボルマークの空洞の部分に当たり、矢印型の方がヘッドになっており、ポジション・マークもThe Symbolとハートマークになっている。ピックアップの配置はネック側にシングルコイル、ブリッジ側にハムバッカーである点など、クラウドギターとの共通点が見られるが（正確にはシングルがボディ、ハムがピックガード上）、ロック式のトレモロユニットを装備している点などで異なる（ただし、トレモロユニットは途中から加えられた）。カラーリングは複数あるようで、黒色ボディーに金色のピックガードの物、白色ボディに金色のピックガードの物、金色のボディに黒色のピックガードの物、紫色に金色のピックガードの物などが今までに使われた。
特に、金色のボディの物は「Gold Experience」の頃に集中的に使用し、ミュージックビデオなどでその様子が見られる。
現在は紫色のボディの物をメインで使用し、クラウドギターの代わりに「Purple Rain」などをこのギターでプレイする。紫の物は、「Habibi」と呼ばれる。
元々は金色のモデルがオリジナルでドイツ人のギター職人によって作られたものであり、それ以降のものはプリンスのギター技師が作成している。
ストラトキャスター
フェンダーのスタンダードモデル。2000年代に入って以降、クラウドギターに取って代わるように頻繁に使用するようになった。主にソニックブルーやオレンジなどの明るい色を使う。ピックガードはいずれも白色で、ピックアップはネック側にシングル（EMG SA)とブリッジ側にハムバッキング(EMG 81)の2つ。トレモロユニットもロック式のものに変更されている。2010年のW2Aでは、ユーリ・シスコフによって製作された全体がゴールドに塗装されたストラトキャスターを使用。その後チャリティーのためにオークションに出品。F1ドライバーのルイス・ハミルトンによって落札された。
Vox HDC-77
3rd Eye Girlとして活動するようになったころから使用。ボディにはペイントが施されている。
ワーウィック・サムベース
90年代の中ごろから使用した。ヘッド、ネック、ボディ、ピックアップ、ブリッジにいたるまですべて純白のカラーリングで、ボディ部分に紫色で目の図柄が描かれている。主に、ステージ上でプリンス自身がベースによるパフォーマンスをする際に使われていたもので、現在は使われていない。

## ディスコグラフィ
生涯を通じて衰えを知らぬ創作意欲、および数千曲とも言われる膨大な楽曲ストックを後ろ盾に、そのアルバムのリリースパターンはデビュー以来一貫して「年（最低）1作品」が原則であった。（1983年はツアー活動、および映画制作等の関係でリリースが見送られている）
2011年から2014年までオリジナルアルバムの発表が行われていなかったが、その原因としてプリンスはインターネット上で横行する海賊行為を挙げており、以前から不快感をあらわにしていたYouTubeなどを挙げ「それらのサイトに規制をかけない限り、新たな作品はレコーディングしない」と2011年6月、イギリスの新聞『THE GUARDIAN』のインタビューの中で公言している。
「業界は変わってしまった。海賊行為が頻繁に行われる前には、ネットでも金を稼ぐことはできた。でも今では電話会社、アップル、グーグル以外、オンラインで金を稼ぐことは誰もできなくなってしまった。著作権の保護については、自らホワイトハウスを訪れて訴えようとも思っているくらいだ。今の状況は、まるでゴールドラッシュやカージャックみたいなもので、まったく規制することができない。ミーティングなどに参加すると、周囲からは「君は理解していない。世の中は“食うか、食われるか”、私利私欲の世界なんだ」と言われる。だからこんな状況の下でのレコーディングは、当面見合わせることにした」
晩年は自ら立ち上げた女性3人組グループ3RDEYEGIRLと共に（あるいはプリンス単独名義で）、自身のウェブサイト、TIDAL、iTunes、Twitter、自らのYouTubeのページなどのネットを介してアルバムにとらわれない形でさまざまな楽曲、あるいは映像を配信していた。

### スタジオ・アルバム
1. 『For You』（1978年）
2. 『Prince』（1979年）
3. 『Dirty Mind』（1980年）
4. 『Controversy』（1981年）
5. 『1999』（1982年）
6. 『Purple Rain』（1984年）サウンドトラック
7. 『Around the World in a Day』（1985年）
8. 『Parade』（1986年）サウンドトラック
9. 『Sign "☮︎" The Times』（1987年）
10. 『Lovesexy』（1988年）
11. 『Batman』（1989年）サウンドトラック
12. 『Graffiti Bridge』（1990年）サウンドトラック
13. 『Diamonds and Pearls』（1991年）
14. 『Love Symbol』（1992年）
15. 『Come』（1994年）
16. 『The Black Album』（1994年）
17. 『The Gold Experience』（1995年）
18. 『Chaos and Disorder』（1996年）
19. 『Emancipation』（1996年）
20. 『Crystal Ball』（1997年）
21. 『The Truth』（1997年）
22. 『The Vault: Old Friends 4 Sale』（1999年）
23. 『Rave Un2 the Joy Fantastic』（1999年）
24. 『The Rainbow Children』（2001年）
25. 『One Nite Alone...』（2002年）
26. 『Xpectation』（2003年）
27. 『N·E·W·S』（2003年）
28. 『Musicology』（2004年）
29. 『The Chocolate Invasion』（2004年）
30. 『The Slaughterhouse』（2004年）
31. 『3121』（2006年）
32. 『Planet Earth』（2007年）
33. 『Lotusflow3r』（2009年）
34. 『MPLSound』（2009年）
35. 『20Ten』（2010年）
36. 『Plectrumelectrum』（2014年）
37. 『Art Official Age』（2014年）
38. 『HITnRUN Phase One』（2015年）
39. 『HITnRUN Phase Two』（2015年）
40. 『Welcome 2 America』（2021年）

### 楽曲提供
- 「ゲット・イット・アップ」 - ザ・タイム（1981）
- 「クール」 - ザ・タイム（1981）
- 「ナスティ・ガール（英語版）」 - ヴァニティ6（1982）
  - プリンスは変名で手がけた[30]
- 「SEX.シューター」 - アポロニア6（1984）
- 「アイ・フィール・フォー・ユー」 - チャカ・カーン（1984）
- 「グラマラス・ライフ」 - シーラ・E（1984）
- 「シュガー・ウォール」 - シーナ・イーストン（1985）
- 「マニック・マンディ」 - バングルス（1985）
- 「ナッシング・コンペアーズ・トゥー・ユー」 - ザ・ファミリー（1985）
- en:Love... Thy Will Be Done - マルティカ(1991年)

### カバー
- 「ホエン・ユー・ワー・マイン」 - シンディ・ローパー（1983）
- 「ドゥ・ミー・ベイビー」 - メリサ・モーガン（1986）
- 「キッス」 - アート・オブ・ノイズ・フィーチャリング・トム・ジョーンズ（1988）
- 「ナッシング・コンペアーズ・トゥ・ユー」 - シネイド・オコナー（1990）
- 「ゲット・イット・アップ」 - TLC（1993）
- 「イフ・アイ・ウォズ・ユア・ガールフレンド」 - TLC（1994）
- 「ビートに抱かれて」 - ジニュワイン（1997）

## ライヴツアー
- Prince Tour（1980年）

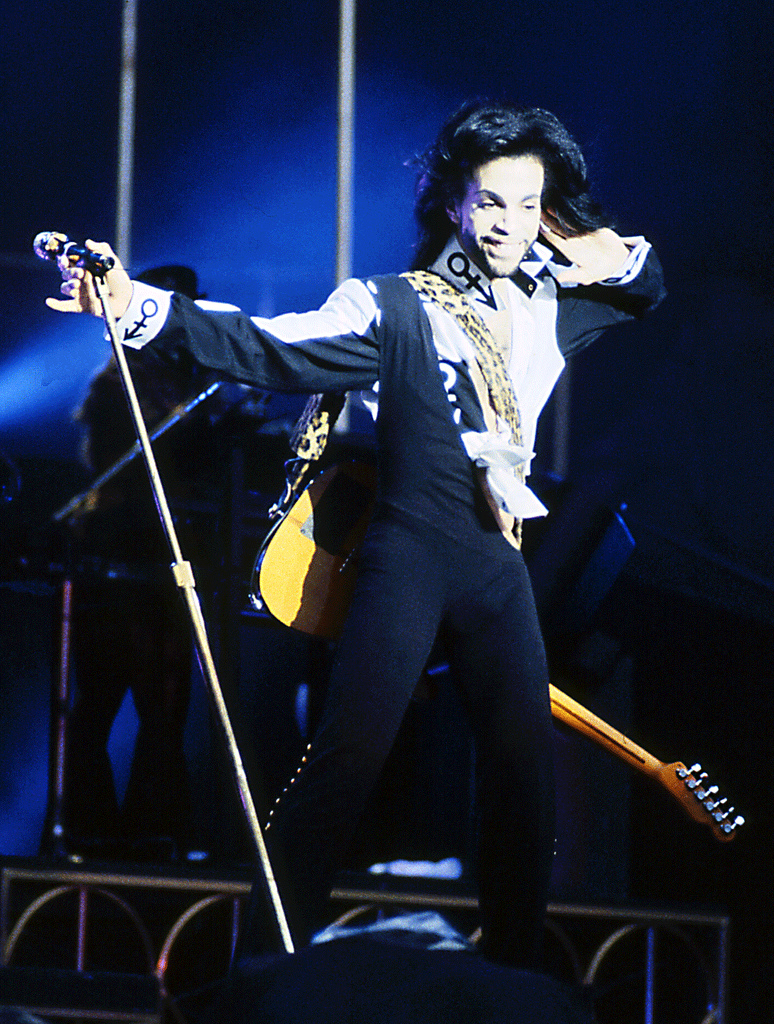
Nude Tourでのプリンス（1990年）

- Dirty Mind Tour（1980年 - 1981年）
- Controversy Tour（1981年 - 1982年）
- 1999 Tour（1982年 - 1983年）
- Purple Rain Tour（1984年 - 1985年）
- Parade Tour（1986年）
- Sign "☮︎" The Times Tour（1987年）
- Lovesexy Tour（1988年 - 1989年）
- Nude Tour（1990年）
- Diamonds And Pearls Tour（1992年）
- Act I（1993年）
- Act II（1993年）
- The Ultimate Live Experience（1995年 - 1996年）
- Love 4 One Another Charities Tour（1996年）
- Jam Of The Year Tour（1997年 - 1998年）
- Newpower Soul Tour（1998年）
- Rave Un2 The Joy Fantastic Promo Tour（1999年）
- Hit N Run Tour（2000年 - 2001年）
- A Celebration（2001年）
- One Nite Alone... Tour（2002年）
- Musicology Live 2004ever（2004年）
- Támar Tour w/  Prince（2006年）
- Per4ming Live 3121（2006年 - 2007年）
- 21 Nights In London : The Earth Tour（2007年）
- 20Ten Tour（2010年）
- Welcome 2 America（2010年 - 2011年）
- Welcome 2 America Euro Tour（2011年）
- Welcome 2 Canada（2011年）
- Welcome 2 Australia（2012年）
- Live Out Loud Tour（2013年）
- Hit And Run Part II（2014年 - 2015年）
- Piano & A Microphone（2016年）

### 音楽フェスティバル
- ロック・イン・リオ（1991年）
- Festival 6 años de FM Rock & Pop（1991年）
- ロック・オーヴァー・ジャーマニー・フェスティバル（1993年）
- Mill City Music Festival（1999年）
- モントリオール国際ジャズフェスティバル（2001、2011年）
- モントルー・ジャズ・フェスティバル（2007、2009年、2013年）
- コーチェラ・フェスティバル（2008年）
- ロスキルド・フェスティバル（2010年）
- Main Square Festival（2010年）
- Super Bock Super Rock（2010年）
- North Sea Jazz Festival（2011年）

### 日本公演
1986年 Parade Tour
- 9月5日・6日 大阪城ホール、9月8日・9日 横浜スタジアム（ワールドツアー最終日。レヴォリューションと最後のライブ）

1989年 Lovesexy Tour
- 2月1日 仙台市体育館、2月4日・5日 東京ドーム、2月7日・8日 名古屋レインボーホール、2月10日 北九州市総合体育館、2月12日・13日 大阪城ホール（ワールドツアー最終日）

1990年 Nude Tour
- 8月30日・31日 東京ドーム、9月2日 阪神甲子園球場、9月6日 真駒内屋外競技場、9月10日 横浜スタジアム（ワールドツアー最終日）

1992年 Diamonds And Pearls Tour
- 4月3日・4日 東京ドーム（3日はワールドツアー初日）、4月6日 Glam Slam Yokohama（シークレットギグ）、4月7日 名古屋レインボーホール、4月9日 横浜アリーナ

1996年 The Ultimate Experience (Gold) Tour
1995年に予定していた来日公演が、レコーディングの都合で1996年に延期となった。
- 1月8日・9日 日本武道館（←1995年6月28日・29日）、1月11日 大阪城ホール（←1995年7月4日）、1月14日 福岡国際センター（←1995年7月8日）、1月16日・17日 日本武道館（←1995年7月1日・2日 国立代々木競技場第一体育館）、1月20日 横浜アリーナ（←1995年7月10日 日本武道館）

2002年 One Nite Alone... Tour
- 11月15日 東京国際フォーラムホールA、11月17日 アクトシティ浜松大ホール、11月18日・19日 日本武道館、11月21日 北海道厚生年金会館、11月22日 Zepp Sendai、11月26日 福岡サンパレス、11月28日 大阪城ホール、11月29日 名古屋センチュリーホール